# 中国水产学会
中国水产学会是中华人民共和国水产科学技术工作者组成的群众性学术团体，1963年12月成立于北京，首届理事长为杨扶青。业务主管单位是中国科学技术协会，挂靠单位是农业农村部。2016年11月与全国水产技术推广总站合署办公。
截至2021年6月有会员21000余人；下设24个分会或分支机构。